# Aarne Arvonen
Aarne Armas "Arska" Arvonen, född 4 augusti 1897 i Helsingfors, död 1 januari 2009 i Träskända, var mot slutet av sitt liv Finlands äldsta levande person och äldsta man någonsin. Han föddes 1897 i Helsingfors och var den sista överlevande personen som varit med i finska inbördeskriget 1918, då han tjänstgjorde för Röda gardet. Han flyttade sedan till Berghäll i Helsingfors och fick två döttrar, Irma och Paula, med sin hustru Sylvi Emilia Salvonen. Hon dog 1938 och han flyttade senare samma år till Träskända. Under sommaren 2005 bodde han fortfarande kvar i sitt hus som han hade byggt själv. Strax efter det var han tvungen att läggas in på sjukhus på grund av njurinflammation. Han återhämtade sig från inflammationen och mådde 2008 bra, men var blind och måste använda hörapparat.

### Fotnoter
1. ↑  ”Finlands äldsta dog”. Vasabladet. 1 januari 2009. Arkiverad från originalet den 25 maj 2012. https://archive.is/20120525200623/http://www.vasabladet.fi/story.aspx?storyID=34539.